# Cook's Harbour
Cook's Harbour es un pueblo canadiense situado en la provincia de Terranova y Labrador.

## Superficie
Cook's Harbour tiene una superficie de 1,94 km².

## Demografía
En 2021, tenía 118 habitantes, una densidad poblacional de 61 hab./km², y 92 viviendas.